# The Party Ain't Over Yet (singolo)
The Party Ain't Over Yet è una canzone incisa dalla rock band inglese Status Quo, pubblicata come singolo nel settembre del 2005.

## La canzone
Il pezzo è scritto da John David, già bassista della Dave Edmunds' Band e celebra il quarantennale dal primo incontro tra i due componenti storici del gruppo, Francis Rossi & Rick Parfitt.
Sostenuto da buone melodie e accattivanti gighe di chitarra elettrica, il brano ottiene un buon lancio pubblicitario non solo grazie al divertente video musicale (in cui Rossi & Parfitt suonano le loro chitarre sul tetto di un aeroplano in volo) ma, soprattutto, per merito della partecipazione dei membri della band a due puntate della seguitissima soap opera britannica Coronation Street.
Il singolo va al n. 11 delle charts inglesi.

## Tracce
1. The Party Ain't Over Yet...(Single Mix) - 3:52 - (David)
2. I'm Watching Over You - 3:49 - (Rossi/Young)

## Formazione
- Francis Rossi (chitarra solista, voce)
- Rick Parfitt (chitarra ritmica, voce)
- Andy Bown (tastiere, chitarra, armonica a bocca, cori)
- John 'Rhino' Edwards (basso, voce)
- Matt Letley (percussioni)

## British singles chart
| Posizione | 11 | 12 | 27 | 57 | uscito |